# Дом (Подпольная империя)
«Дом» (англ. «Home») — седьмой эпизод первого сезона криминального драматического сериала канала HBO «Подпольная империя». Премьера эпизода состоялась 31 октября 2010 года. Сценарий был написан исполнительным продюсером Тимом Ван Паттеном и Полом Симмсом, а режиссёром стал Аллен Култер. Наки избавляется от некоторых плохих воспоминаний детства. Джимми создаёт новый союз со своим партнёром-ветераном Ричардом Хэрроу, в то время как Лучано и его друг заключают сделку с братьями Д'Алессио.

## Сюжет
В Чикаго, Джимми консультируется у доктора по поводу боли в его ноге, и соглашается на психологический тест, рекомендуемый для многих ветеранов. Ожидая свой тест, Джимми встречается с Ричардом Хэрроу, израненного ветерана, который носит оловянную маску на своём изуродованном лице. Ричард, бывший снайпер, убеждён Джимми не проходить тест. Джимми приводит Ричарда в бордель и приводит ему проститутку. В Атлантик-Сити, у отстранённой невесты Джимми, Анджелы, оказывается роман с женой фотографа Роберта Диттриха, Мэри.
Меер Лански предлагает Мелку Уайту сделку, чтобы начать новый бутлегерский бизнес; Мелок считает, что Наки испытывает его верность и отправляет Лански прочь. Лански и Лучано затем объединяются с братьями Д'Алессио, чтобы установить свою новую бутлегерскую операцию. Лучано предлагает финансирование предприятия за счёт ограбления казино Наки, с его помощью, в обмен на половину доли денег для своего босса, Арнольда Ротштейна.
У отца Наки и Илая произошёл несчастный случай в его доме, и Илай приходит ему на помощь. Наки соглашается отдать дом его отца сообщнику, Дэмиену Флеммингу, у которого есть малолетний ребёнок. Люси противостоит Наки по поводу его отношений с Маргарет. Позже, в доме своего отца, Наки говорит Маргарет о надругательстве над ним из своего детства, со стороны его отца.
Ван Алден торгуется с потенциальным информатором, Билли, который помогал Джимми в предыдущем ограблении и в убийстве над одной из операций Ротштейна.
Джимми противостоит Лиаму, гангстеру-конкуренту, который изуродовал лицо его подруги Перл, что привело к её самоубийству. После того, как Джимми уходит, Хэрроу убивает Лиама выстрелом из винтовки из здания напротив.
У Наки и его отца происходит неприятное столкновение, когда они смотрят на ныне-отреставрированный дом. Наки затем сжигает дом. Когда испуганный Дэмиен прибывает, Наки даёт ему большую пачку денег, чтобы "найти лучшее место для жизни."

## Реакция

### Реакция критиков
IGN дал эпизоду 8 баллов из 10, назвав эпизод «впечатляющим». Они сказали: «Сцена в закусочной, где выставлен напавший на Перл, является почти идеальной, только испорчена режиссёрским выбором, который привлекает слишком много внимания к самой сцене. Послание Майкла Питта истории о Джимми, стреляющего в немецкого солдата, пока немец пытался пробраться сквозь колючую проволоку, применяет правильное количество напряжённости в сцене - моменты перед тем, как мужчина в конце разговора получает снайперский выстрел в лицо. Кадр в стиле „Комнаты страха“ через дыру от пули в окне, чтобы показать, что Хэрроу является стрелком, сталкивается со стилем съёмки шоу «Лучше меньше, да лучше», (Это самый стильный расцвет с пилотного эпизода).»

### Рейтинги
Эпизод посмотрели 2.670 миллионов зрителей.